# Crateranthus le-testui
Crateranthus le-testui là một loài thực vật có hoa trong họ Lecythidaceae. Loài này được Lecomte mô tả khoa học đầu tiên năm 1920.